# 5Y busz (Sopron)
A soproni 5Y jelzésű autóbusz Jereván lakótelep és Ipar körút, AWF kft. végállomások között közlekedik.

## Története

### Korábban
A járat 2000-ben indult 5M jelzéssel a GYSEV pályaudvar és a Győri út, Postaüzemek (most: Győri út, Tesco áruház) között, majd 1 évvel később, 2001. június 11-től módosult az útvonala a jelenlegire. 2012. május 2-től 5Y jelzéssel közlekedik.

### Jelenleg
A Jereván lakótelepről 5:26 órakor induló járat az Ipar körútról 5-ös jelzéssel közlekedik visszafelé.
 Alapjárata, az 5-ös busz a Jereván lakótelepről indul, és az Ógabona tér – Csengery utca útirányon át az Ipar körút, AWF kft-ig, míg betétjárata, az 5A jelzésű busz pedig csak a vámudvarig közlekedik.
 Az 5B jelzésű busz a vámudvartól indul, majd a Pihenőkereszt lakópark és a Balfi út érintésével (a 14-es busz vonalán) jár a Jereván lakótelepig (csak ebben az irányban).
 Az 5T jelzésű autóbusz vonalán integrálásra került a helyi és a helyközi közlekedés, ezért 2013. december 15-től a vonalat a Sopron–Győr között közlekedő helyközi autóbuszok szolgálják ki, amelyek a soproni autóbusz-állomás és az AlphApark között helyi utazásra is igénybe vehetők.

## Útvonal
| Jereván lakótelep → Ipar körút, AWF kft. |
| --- |
| Jereván lakótelep végállomás – IV. László király utca – Juharfa út – Teleki Pál út – Lackner Kristóf utca – Patak utca – Bécsi út – Stornó Ferenc utca – Kőrösi Csoma Sándor utca – Rákosi út – Híd utca – Fapiac utca – Kőfaragó tér – Magyar utca – Kőszegi út – Győri út – Ipar körút – Ipar körút, AWF kft. végállomás |

| Ipar körút, AWF kft. → Jereván lakótelep |
| --- |
| Ipar körút, AWF kft. végállomás – Ipar körút – Győri út – Kőszegi út – Magyar utca – Kőfaragó tér – Fapiac utca – Híd utca – Rákosi út – Kőrösi Csoma Sándor utca – Stornó Ferenc utca – Bécsi út – Patak utca – Ikva sor – Ferenczy János utca – Lackner Kristóf utca – Teleki Pál út – Juharfa út – Jereván lakótelep végállomás |

## Megállóhelyek
| Távolság (km) | Idő (perc) | Megállóhely neve / korábbi neve(i)                          | Idő (perc) | Távolság (km) | Átszállási lehetőségek | Fontosabb nevezetességek, helyek, áruházak és intézmények a közelben                                                                   |
| ------------- | ---------- | ----------------------------------------------------------- | ---------- | ------------- | --- | --- |
| 0             | 0          | Jereván lakótelep                                           | 19         | 6,8           | 1, 2, 5, 5A, 7, 7B, 7T, 10, 10B, 11, 11B, 11Y, 12, 13, 17, 27, 27A, 27B, 27T                                                                                          | Helyi buszvégállomás |
| 0,3           | 1          | Juharfa út 16.                                              | 18         | 6,6           | 1, 2, 7, 7B, 7T, 11Y, 12, 13, 13B, 17, 27, 27B, 27T | |
| 0,7           | 2          | Teleki Pál út 2.                                            | 17         | 6,2           | 1, 2, 3Y, 5, 5A, 5B, 7, 7A, 7B, 7T, 10, 10B, 11Y, 12, 13, 13B, 17, 27, 27A, 27B, 27T                                                                                  | McDonald’s étterem Sopron Pláza Káposztás utcai Stadion Ibolya-tó                                                                      |
| 1,5           | 4          | Lackner Kristóf utca, autóbusz-állomás                      | 16         | 5,6           | 1, 2, 3, 3Y, 4, 5, 5A, 5B, 5T, 7, 7A, 7B, 7E, 7T, 8, 10, 10B, 11Y, 12, 13, 13B, 14, 14B, 17, 21, 27, 27A, 27B, 27E, 27T, 32, 33 Helyközi és távolsági autóbuszjáratok | Soproni autóbusz-állomás Soproni Rendőrkapitányság Káposztás utcai Stadion INTERSPAR áruház Vásárcsarnok                               |
| 1,8           | 6          | Bécsi út                                                    | 14         | 4,9           | 7, 7B, 7E, 7T, 17, 27, 27B, 27E, 27T | |
| 2,7           | 8          | Kőrösi Csoma Sándor utca (temető)                           | 12         | 4,0           | 7, 7B, 7E, 7T, 17, 27, 27B, 27E, 27T | Szent Mihály temető Szent Mihály-templom Izraelita temető                                                                              |
| –             | –          | Rákosi út, Híd utca Híd utca 58.                            | 11         | 3,6           | 7, 7A, 7B, 7E, 7T, 13, 13B, 27, 27A, 27B, 27E, 27T, 27Y, 33 | Szent Mihály temető Szent Mihály-templom Izraelita temető                                                                              |
| 3,2           | 9          | Híd utca, Rákosi út Híd utca 58.                            | –          | –             | 7, 7A, 7B, 7E, 7T, 13, 13B, 27, 27A, 27B, 27E, 27T, 27Y, 33 | Szent Mihály temető Szent Mihály-templom Izraelita temető                                                                              |
| 3,7           | 10         | Híd utca, Balfi út Híd utca 17.                             | 10         | 3,0           | 5B, 7, 7A, 7B, 7E, 7T, 13, 13B, 14, 14B, 27, 27A, 27B, 27E, 27T, 27Y, 33                                                                                              | Soproni Szent Kereszt kápolna |
| 4,1           | 11         | Fapiac Fapiac 11.                                           | 9          | 2,6           | 5B, 7, 7A, 7B, 7E, 7T, 11A, 11Y, 13, 13B, 14, 14B, 27, 27A, 27B, 27E, 27T, 27Y, 33                                                                                    | Szent István park Soproni Szent István Plébánia                                                                                        |
| 4,6           | 13         | Csengery utca, kórház Csengery utca, OMV benzinkút (kórház) | 7          | 2,1           | 4, 5, 5A, 5T, 7, 7A, 7B, 7T, 11, 11A, 11B, 11Y, 22, 27, 27A, 27B, 27T, 27Y, 32 Helyközi és távolsági autóbuszjáratok                                                  | Soproni Erzsébet Oktató Kórház és Rehabilitációs Intézet Posta                                                                         |
| 5,3           | 15         | Győri út, autómosó Győri út, Agip benzinkút                 | 5          | 1,5           | 4, 5, 5A, 5T, 22 | Lidl áruház |
| –             | –          | Győri út, AlphApark Győri út, postaüzemek                   | 4          | 1,0           | 4, 5, 5A, 5B, 5T, 22 Helyközi és távolsági autóbuszjáratok | AlphApark bevásárlóudvar Family Center bevásárlóudvar TESCO áruház Aldi áruház OBI áruház Mömax áruház Burger King étterem KFC étterem |
| 6,1           | 16         | Ipar körút, TESCO áruház Ipar körút, postaüzemek            | 3          | 0,6           | 4, 5, 5A, 5B, 5T, 22 Helyközi és távolsági autóbuszjáratok | AlphApark bevásárlóudvar Family Center bevásárlóudvar TESCO áruház Aldi áruház OBI áruház Mömax áruház Burger King étterem KFC étterem |
| 6,6           | 17         | Ipar körút, IMS kft.                                        | –          | –             | 4, 5, 5A, 22 | |
| –             | –          | Ipar körút, vámudvar Ipar körút 19.                         | 2          | 0,1           | 4, 5, 5A, 5B | Vám- és Pénzügyőri Hivatal Soproni Szolgálati Hely                                                                                     |
| 6,9           | 19         | Ipar körút, AWF kft.                                        | 0          | 0             | 5 | |